# Trigento
Il Trigento è un fiume della provincia di Salerno, compreso nel territorio comunale di Campagna affluente del fiume Sele. 

## Il corso del fiume

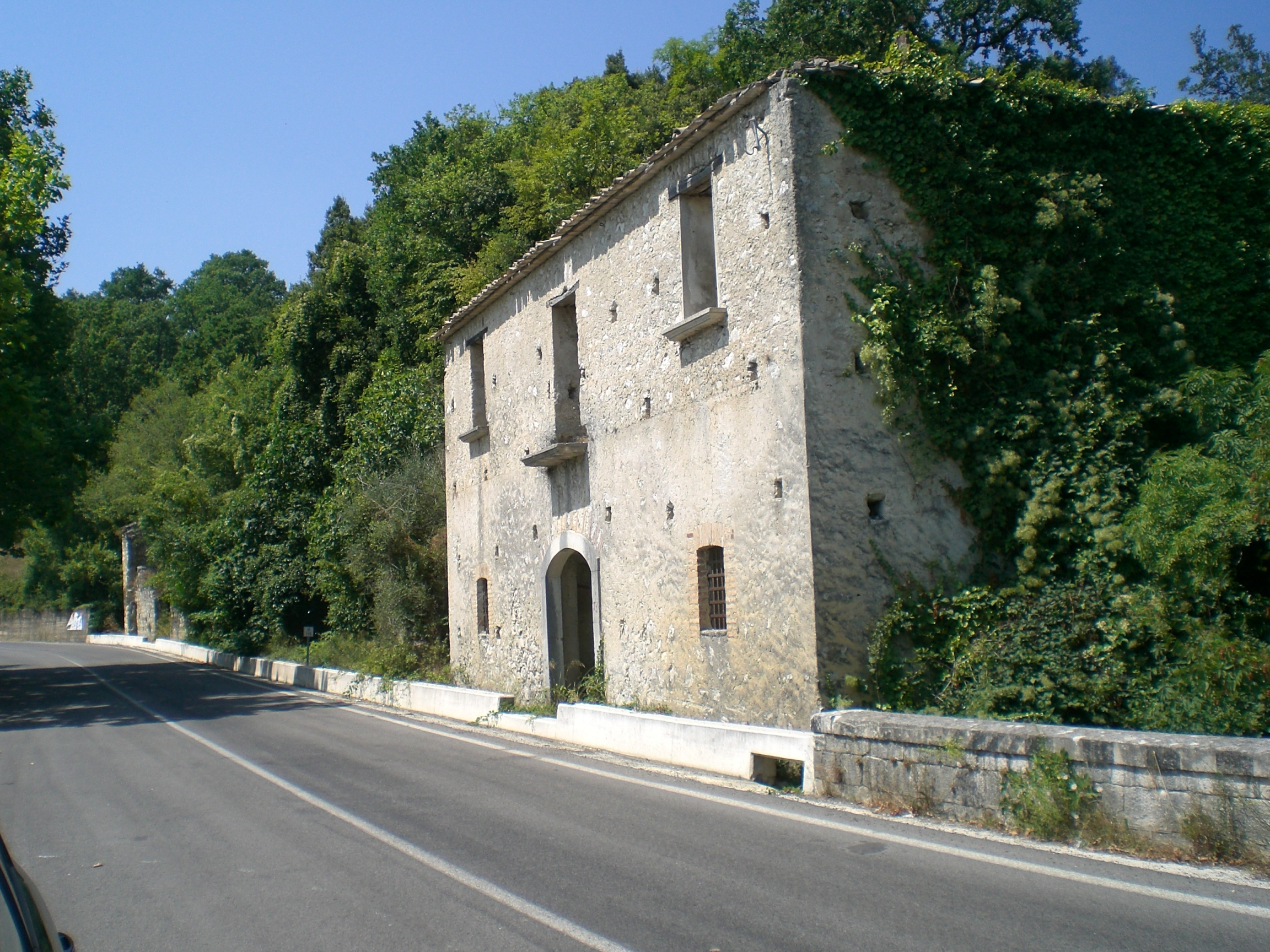
Antichi mulini un tempo azionati dalle acque del Trigento.

Nasce alle pendici del Monte Polveracchio all'interno del Parco regionale Monti Picentini in località Lagarelli. Lungo 16 km attraversa la valle omonima, costeggiando le propaggini del Monte Nero,  e la cavità ove sorge l'Eremo di San Michele Arcangelo di Montenero, giunge alle località Arenola, Valledacera e Lauropiano. Dopo aver costeggiato la località Piani di Puglietta e attraversato una piccola e stretta valle nei pressi di Camaldoli, incrocia la Strada statale 91 della Valle del Sele. In località Saginara sfocia nel fiume Sele.

## I mulini
Attualmente il fiume ha poca acqua, ma anticamente era utilizzato per attivare dei mulini. Nei pressi di Camaldoli sono ancora visibili due di questi mulini.